# Carlos Pérez (kajakarz)
Carlos Pérez Rial (ur. 12 kwietnia 1979), hiszpański kajakarz. Złoty medalista olimpijski z Pekinu.

## Kariera sportowa
Igrzyska w 2008 były jego drugą olimpiadą, debiutował cztery lata wcześniej. Złoto wywalczył w kajakowej dwójce na dystansie 500 metrów. Partnerował mu Saúl Craviotto. Pięciokrotnie stawał na podium mistrzostw świata, sięgając po dwa złote (K-1 200 m: 2005, K-1 4 × 200 m: 2009) i trzy srebrne medale (K-1 200 m: 2006, K-1 500 m: 2003, K-2 200 m: 2009).